# Hemiplasta falcata
Hemiplasta falcata är en insektsart som först beskrevs av Ludwig Redtenbacher 1908.  Hemiplasta falcata ingår i släktet Hemiplasta och familjen Diapheromeridae. Inga underarter finns listade i Catalogue of Life.